# Municipio de Normania (Minnesota)
El municipio de Normania (en inglés: Normania Township) es un municipio ubicado en el condado de Yellow Medicine en el estado estadounidense de Minnesota. En el año 2010 tenía una población de 191 habitantes y una densidad poblacional de 2,03 personas por km².

## Geografía
El municipio de Normania se encuentra ubicado en las coordenadas 44°40′9″N 95°46′23″O / 44.66917, -95.77306. Según la Oficina del Censo de los Estados Unidos, el municipio tiene una superficie total de 94.06 km², de la cual 93,54 km² corresponden a tierra firme y (0,54 %) 0,51 km² es agua.

## Demografía
Según el censo de 2010, había 191 personas residiendo en el municipio de Normania. La densidad de población era de 2,03 hab./km². De los 191 habitantes, el municipio de Normania estaba compuesto por el 97,91 % blancos, el 0,52 % eran de otras razas y el 1,57 % eran de una mezcla de razas. Del total de la población el 0,52 % eran hispanos o latinos de cualquier raza.